# Pontevedra (Capiz)
Pontevedra (Bayan ng Pontevedra) är en kommun i Filippinerna. Kommunen ligger på ön Panay, och tillhör provinsen Capiz. Folkmängden uppgår till 40 103 invånare.

## Barangayer
Pontevedra är indelat i 26 barangayer.
| - Agbanog - Agdalipe - Ameligan - Bailan - Banate - Bantigue - Binuntucan - Cabugao - Gabuc (Caugiat) - Guba - Hipona - Intungcan - Jolongajog | - Lantangan - Linampongan - Malag-it - Manapao - Ilawod (Pob.) - Ilaya (Pob.) - Rizal - San Pedro - Solo - Sublangon - Tabuc - Tacas - Yatingan |